# Emilija Simoska
Emilija Simoska (mac. Емилија Симоска; ur. 1956 w Skopje) – jugosłowiańska i północnomacedońska socjolożka, w latach 1994–1996 minister edukacji.

## Życiorys
Ukończyła studia filozoficzne na Uniwersytecie Świętych Cyryla i Metodego w Skopju, następnie odbyła na nim studia magisterskie oraz doktorskie z zakresu socjologii. W 1980 roku rozpoczęła pracę na ukończonej przez siebie uczelni, a w 1991 roku uzyskała doktorat z zakresu socjologii polityki.
Od 20 grudnia 1994 do 23 lutego 1996 pełniła funkcję ministra edukacji w drugim rządzie Branka Crwenkowskiego. Jest kierownikiem Centrum ds. Etnicznych i Bezpieczeństwa w Towarzystwie Maxa Plancka.